# Provinz Choapa
Die Provinz Choapa (spanisch Provincia de Choapa) ist eine Provinz in der chilenischen Región de Coquimbo. Die Hauptstadt ist Illapel. Beim Zensus 2017 lag die Einwohnerzahl bei 90.670 Personen.

## Geographie
Die Provinz grenzt im Norden an die Provinz Limarí, im Süden an die Provinz Petorca und die Provinz San Felipe de Aconcagua, im Osten an Argentinien und im Westen an den Pazifischen Ozean. 

## Gemeinden
Die Provinz Choapa gliedert sich in vier Gemeinden:
- Illapel
- Salamanca
- Los Vilos
- Canela

## Wirtschaft
Die Provinz bildet eine wichtige Weinanbauregion.